# Paulino Garcia
Paulino Garcia (Gapan, 6 februari 1907 - Manilla, 1 augustus 1968) was een Filipijns medicus en minister. Garcia was minister van gezondheid in de kabinetten van Ramon Magsaysay en Ferdinand Marcos. 

## Biografie
Paulino Garcia werd geboren op 6 februari 1907 in de Filipijnse hoofdstad Manilla. Na het voltooien van zijn middelbareschoolopleiding aan de Ateneo de Manila in 1925 studeerde hij medicijnen. In 1932 behaalde Garcia zijn doctoraat aan de University of Santo Tomas (UST). 
Na zijn afstuderen werkte hij een jaar als arts van het St. Pauls Hospital tot hij in 1934 werd aangesteld als docent chirurgie aan de UST. Van 1938 tot 1947 tot was hij chef radiologie van het Santo Tomas Hospital. Vanaf 1942 was Garcia tevens docent radiologie aan de UST. Vanaf 1947 tot 1953 was Garcia universitair hoofddocent radiologie, chef radiologie van het X-Ray Center en consultant radioloog van het North General Hospital.
Op 29 december 1953 werd Garcia benoemd tot minister van Gezondheid in het kabinet van Ramon Magsaysay. Nadien was Garcia voorzitter van de National Science Development Board. In december 1965 werd Garcia door de nieuwe president Ferdinand Marcos opnieuw benoemd tot minister van gezondheid. Hij was daarmee de eerste die een tweede termijn diende.
Garcia kreeg op 1 augustus 1968 een beroerte in zijn auto, kort na het verlaten van Malacañang Palace. Hij overleed diezelfde dag in het De Ocampo Memorial Hospital in Manilla aan een hartaanval. Garcia was getrouwd met Rosalinde Guidote en kreeg met haar zes kinderen.